# ダウンステップ
ダウンステップ（英語: downstep）は、音声学において、音節間または単語間で声調が音韻的または音声的に下がる現象を指す。この現象は西アフリカの声調言語のものがもっともよく知られているが、Beckman & Pierrehumbert (1986) のように日本語（非声調言語）にもダウンステップが見られると主張する研究が存在する。日本語の高低アクセントもアフリカのダウンステップとそっくりの現象を示す。ダウンステップの逆のアップステップはより珍しい。国際音声記号では、ダウンステップの記号として上付きの下向き矢印 [ꜜ] （↓）を使用するが、印刷の都合から、上付きの感嘆符 [ꜝ] （!）で代用されることもよくある。
音声的ダウンステップは、音韻的に同じ声調が連続したときに起きる。たとえば、ガーナで話されているトウィ語で2つの中声調が連続すると、2番目は1番目よりも低い高さになる。このため、ダウンステップはダウンドリフトあるいはテラス型声調において不可欠の役割を果たす。
音韻的ダウンステップは、低い声調が省略されるか、浮遊音調（英: floating tone）として現れるときにおこり、後続音節の高さを通常よりも低くする。実例はマリやコートジボワールで話されているバンバラ語（Bambara）に見られる。この言語では、定冠詞の役目を浮遊低音調が果たす。単独の名詞では、高声調を降調に変える。
| /bá/ | 川     |
| /bâ/ | その川 |

しかし、2つの高声調の間に現れる場合、後続する声調にダウンステップが発生する。
| /bá tɛ́/   | それは川ではない     |
| /bá ꜜ tɛ́/ | それはその川ではない |

日本語の高低アクセントもこれによく似ている。日本語東京方言の単語の8割は平板調で、後続する助詞も同じ高さになる。しかし、単語のモーラ間または助詞との間でピッチを降下させる単語もある。例：
| /kaꜜki/ | [kákì] | 牡蠣 |
| /kakiꜜ/ | [kàkí] | 垣   |
| /kaki/  | [kàkí] | 柿   |

最初の単語は「高-低」ピッチを持つが、二番目と三番目の単語はどちらも「低-高」ピッチで同音である（ただし第一音節が低になるのは単語が単独で発話されたときに限る）。しかし、所謂「主格」の格助詞「が」が後続すると、3つすべてが区別される。
| /kaꜜkiɡa/ | [kákìɡà] | 牡蠣が |
| /kakiꜜɡa/ | [kàkíɡà] | 垣が   |
| /kakiɡa/  | [kàkīɡá] | 柿が   |